# زتا بره
زتا بره یک ستاره است که در صورت فلکی برج حمل قرار دارد.